# Linsleya
Linsleya es un género de coleóptero de la familia Meloidae.

## Especies
Las especies de este género son:
- Linsleya californica Selander, 1955
- Linsleya compressicornis (Horn, 1870)
- Linsleya convexa (LeConte, 1853)
- Linsleya infidelis (Fall, 1901)
- Linsleya sphaericollis (Say, 1824)
- Linsleya suavissima (Wellman, 1910)